# Bothrops fonsecai
Bothrops fonsecai este o specie de șerpi din genul Bothrops, familia Viperidae, descrisă de Alphonse Richard Hoge și Belluomini 1959. Conform Catalogue of Life specia Bothrops fonsecai nu are subspecii cunoscute.